# Zhongnanhai
Zhongnanhai (chinois : 中南海 ; pinyin : Zhōngnánhăi, littéralement les « mers centrale et du sud ») est un parc situé au centre de Pékin, immédiatement à l’ouest de la Cité interdite, dont le domaine occupe une superficie comparable à celle-ci. Ce parc abrite le siège du gouvernement de la république populaire de Chine, il y est souvent fait référence en tant que « nouvelle Cité interdite ».

## Description

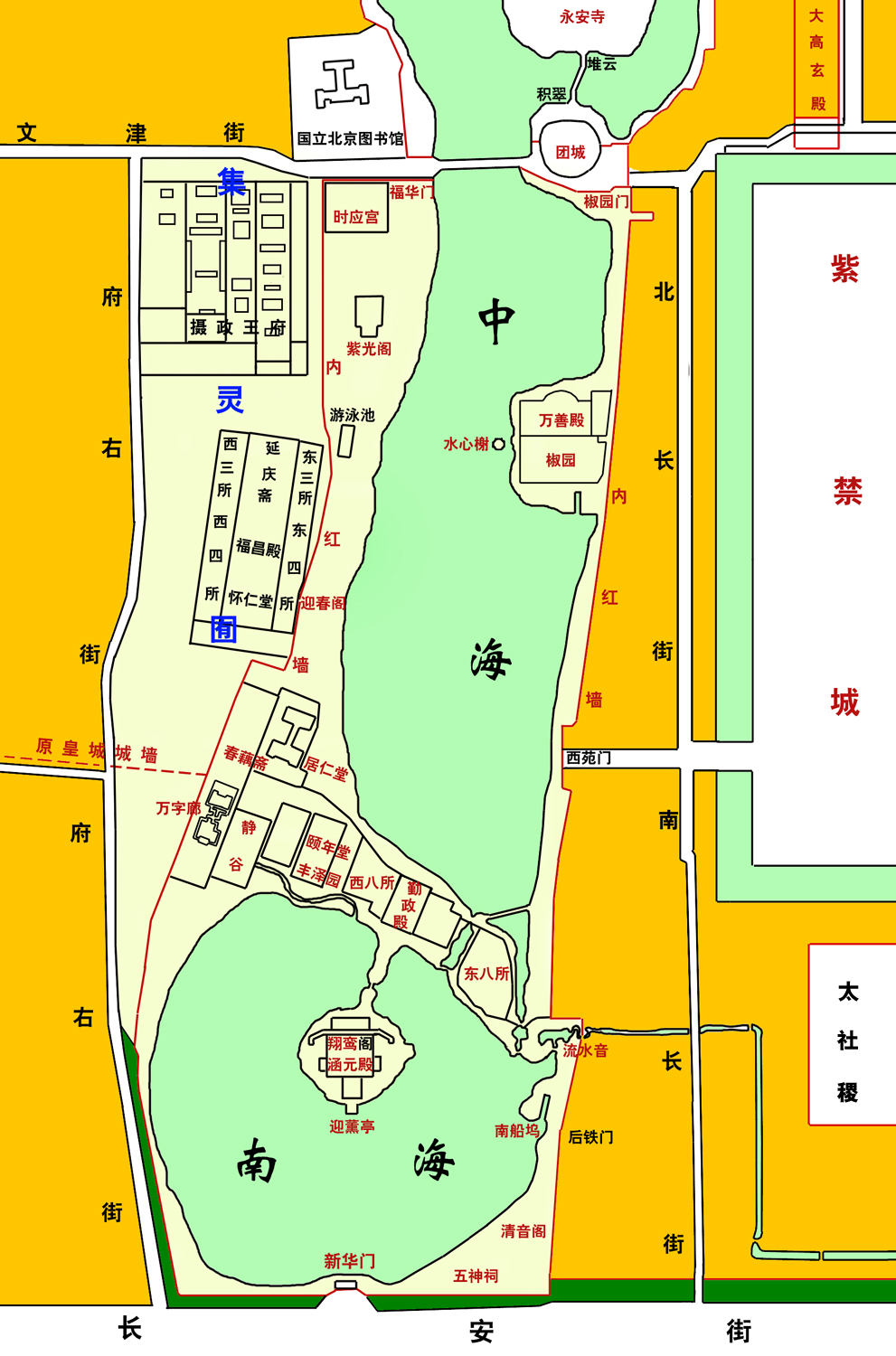
Carte du Zhongnanhai.

Zhongnanhai se compose autour de deux lacs (désignés ici par le terme de « mer ») séparés par une bande de terre, mais reliés entre eux par un canal : 
- le Nanhai (chinois : 南海 ; pinyin : Nánhăi, littéralement la « mer du sud »), au centre duquel se trouve une île (pinyin : Yingtai) ;
- le Zhonghai (chinois : 中海 ; pinyin : Zhōnghăi, littéralement la « mer centrale »).

Il existe un troisième lac, Beihai (chinois : 北海 ; pinyin : Běihăi, littéralement le « mer du nord »), entouré d'un parc éponyme, dans le prolongement septentrional du domaine, mais qui ne fait pas partie de "Zhongnanhai".

## Historique

### Période Jin
Pendant la période Jin, l'empereur Zhangzong fait creuser le Beihai et construire un Palais nommé « Palais de la grande Paix ». 

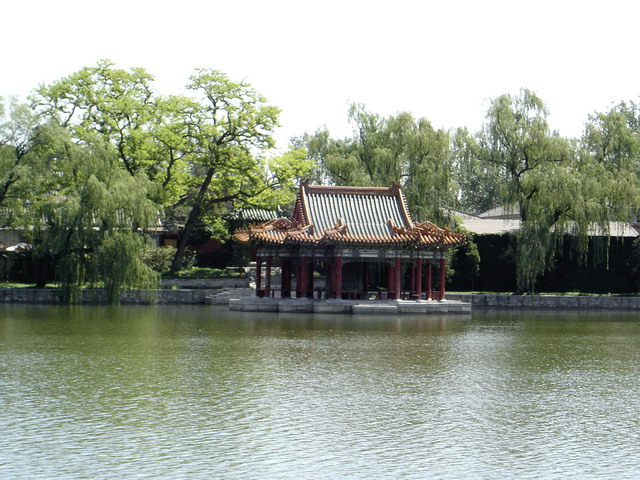
Vue du lac du sud et pavillon shuiyun xie (水云榭).

### Période Yuan
Le lac Taiyé est inclus dans la cité impériale (correspondant au Beihai et Zhonghai actuels). Trois palais sont construits au bord du lac.

### Période Ming
Après que l'Empereur Zhu Di des Ming eut choisi Pékin comme capitale, vers 1406, le lac Nanhai est creusé dans la composition d'un jardin forestier. Avec la terre déblayée sont créés le mont des Dix milles vies (万岁山) et les  canaux quadripartites de Tongzihe (筒子河), longs de 3,5 km, large de 52 m, reliant les rues des portes de Xihua (西华门) et Shenwu (神武门). Les lacs du Sud, du Milieu et du Nord sont reliés les uns aux autres et enjambés par des ponts, et sont appelés ensemble le bassin Taiye (太液池). L'ensemble constitue l'un des quatre jardins de l'Empereur. 

### Période Qing

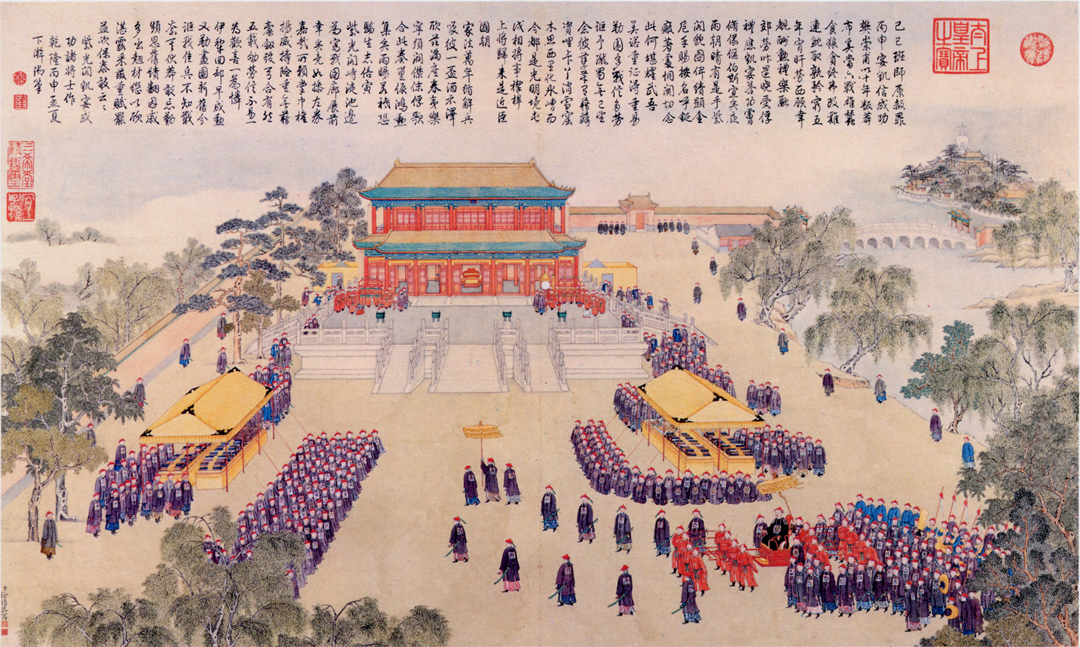
Réception en l'honneur de l'armée victorieuse des Qing après la campagne Jinchuan (1771-1776).

Des bâtiments y sont édifiés pendant le règne des Qing. En 1900, une partie du quartier sert de garnison à l'armée russe qui pillèrent les bâtiments. Yuan Shikai y réunit le gouvernement à partir de 1918.

### Après 1911
Après l'avènement de la république de Chine, Zhongnanhai devient le siège du gouvernement républicain. Puis celui du gouvernement chinois. En 1949, après la victoire militaire, les dirigeants du Parti communiste chinois s'installent à Zhongnanhai et y aménagent un ensemble résidentiel et administratif qui devient le siège du gouvernement communiste.
Lors des manifestations de la place Tian'anmen en 1989, des étudiants y pénètrent le 18 avril 1989 avec des slogans tels que « plus jamais la dictature » et « longue vie à la démocratie » avant d'être violemment dispersés par la police le 20 avril 1989. 
Le 19 avril 1999, des membres du Falun gong y manifestent faisant naitre auprès du gouvernement la crainte d'un nouveau Tian'anmen, et entraînant des poursuites contre les manifestants.

## Rôle actuel
Ce domaine abrite actuellement, entre autres :
- le siège du gouvernement central de la république populaire de Chine (中华人民共和国国务院) ;
- le bureau du secrétaire général du Parti communiste chinois (中国共产党中央书记处) ;
- l'assemblée générale des représentants du Parti communiste (中共中央办公厅).